# Козлов, Николай Ионович
Николай Ионович Козлов (1928, Красноярск, Сибирский край — 2007, Анжеро-Судженск, Кемеровская область) — советский лыжник, призёр чемпионата мира. Заслуженный тренер РСФСР.

## Биография
Родился в 1928 году в Красноярске, был четвёртым ребёнком в семье. В 1930 году его семья переехала в Анжеро-Судженск, в котором Козлов прожил всю жизнь.
Заниматься лыжными гонками начал под руководством Роберта Антоневича, учась в горнопромышленном училище.
Служа в армии, Козлов пробивается в сборную Вооружённых Сил, в составе которой попадает на чемпионат СССР 1952 года, где дважды становится 5-м, на дистанциях 5 и 10 км. После этого успеха Козлов получает звание мастер спорта и попадает в сборную СССР. На чемпионате мира 1954 года Козлов завоевал серебряную медаль в эстафетной гонке.
Вскоре он закончил активную спортивную карьеру, и с 1957 года работал тренером в ДСО «Труд» в Анжеро-Судженске.
С 1983 года в Анжеро-Судженске проводятся соревнования на призы Николая Козлова, а после его смерти — гонки его памяти.